# Marta Abreu Arencibia
Marta de los Ángeles González - Abreu y Arencibia, conocida como Marta Abreu de Estévez (Santa Clara, 13 de noviembre de 1845-París, 2 de enero de 1909) fue una filántropa cubana.

## Biografía
Nació en Santa Clara, en la calle Sancti Spíritus, en la casa marcada con el número 49 (hoy Juan Bruno Zayas), hija de Pedro Nolasco González-Abreu y Jiménez y de Rosalía Arencibia y Plana, ambos nacidos también en la misma ciudad. 
Creció y se educó en el seno de una acaudalada familia, cuya vida se caracterizó por sus cuantiosos donativos para las obras de beneficencia y utilidad pública. Posteriormente se muda a una finca de su familia en el actual municipio de Encrucijada, la cual estaba destinada al cultivo de la caña de azúcar. Gracias al trabajo con los esclavos y por su buen corazón y bondad era conocida entre ellos como "La Generosa". 
Su ciudad natal le debe el colegio San Pedro Nolasco. También fundó el asilo para pobres San Pedro y Santa Rosalía, erigió el Teatro de la Caridad, cuyas recaudaciones se dedicaron a obras benéficas; construyó los lavaderos públicos de los ríos Bélico y Cubanicay, el dispensario El Amparo y fomentó la planta eléctrica. 
Contribuyó con numerosos recursos financieros a la lucha por la independencia de Cuba. Con fondos provistos por ella, se organizaron a mediados de 1896 tres expediciones destinadas a Las Villas y Camagüey, además financió la construcción de la línea férrea desde el municipio de Encrucijada hasta la ciudad de Santa Clara y posteriormente la terminal de trenes que hoy en día lleva su nombre en homenaje de los pobladores a dicha personalidad.
En 1874 se casó con el doctor Luis Estévez y Romero, abogado matancero, quien siempre apoyó sus actividades benéficas y patrióticas y que fue vicepresidente de la República durante el gobierno de Tomás Estrada Palma.
Marta Abreu falleció en París el 2 de enero de 1909.

## Honores

### Homenaje póstumo
El vapor Flandres partió de Francia el 4 de febrero de 1920 con los restos mortales de Marta Abreu y de Luis Estévez, el cual se había suicidado el  4 de febrero de 1909 tras el fallecimiento de su esposa, y el 20 fueron inhumados en la tumba de la familia Abreu Arencibia en la Necrópolis de Colón. Antes, recibieron honores de las autoridades gubernamentales.
Monumento a Marta Abreu
El ayuntamiento de La Habana, decidió cambiar el nombre de la calle Amargura en La Habana Vieja por el de Marta Abreu.
Desde entonces, se rinde tributo a esta benefactora mujer y a su legado patriótico, inclaudicable e inconfundible, al cabo de un siglo de existencia en la memoria perdurable de los cubanos.
El recuerdo de la protectora de los pobres y de la ciudad de Santa Clara fue conservado por los conciudadanos, quienes el 24 de junio de 1945, al celebrarse el centenario de Marta Abreu, le erigieron un monumento en el parque central de la ciudad.
Universidad Central Marta Abreu de las VillasEn la biblioteca de esta universidad hay una colección de libros raros muy valiosa.